# Martin Motors

Logo der Martin Motors

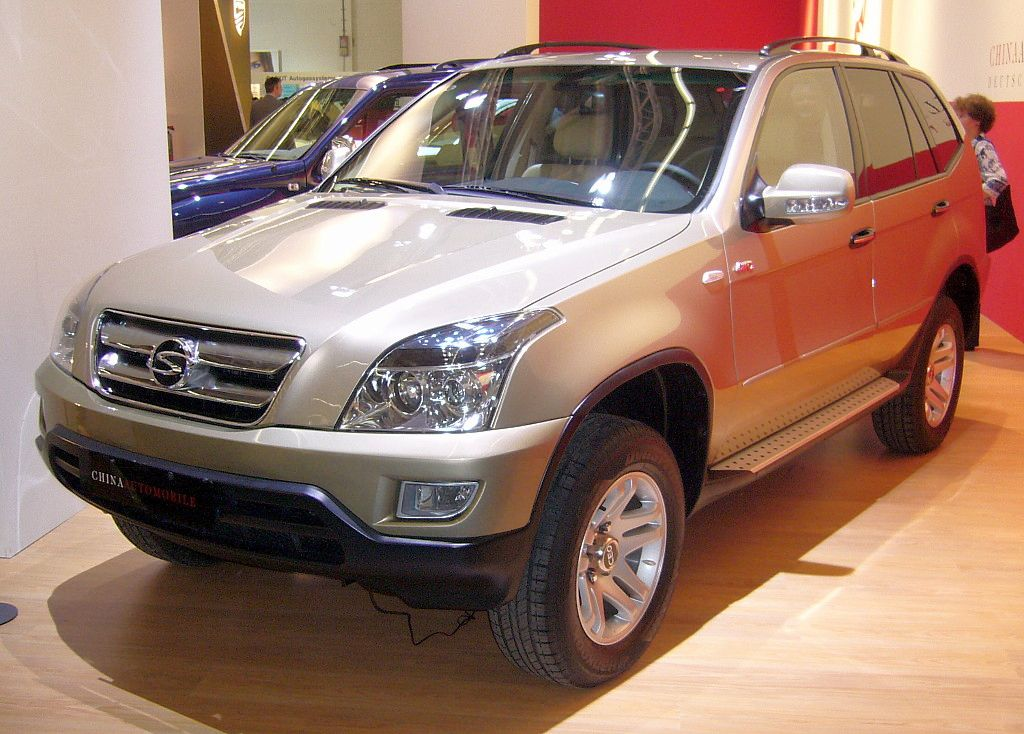
Martin Motors CEO

Martin Motors war ein italienischer Automobil-, Bus- und Nutzfahrzeugproduzent mit Hauptsitz im Mailänder Stadtteil Quinto dé Stampi. Das Montagewerk des Herstellers befand sich dagegen in Tunesien.

## Beschreibung
Bekannt geworden ist Martin Motors Mitte der 1990er Jahre durch seine Reisebusse Allestimenti Linea und Allestimenti Turismo. 1997 erweiterte Martin Motors mit dem Stadtbus Pulmann Urbani seine Modellpalette. Mit einem Kleinbus, dem Minibus, versuchte sich der Hersteller ab dem Sommer 2009 auch auf dem Markt der kleinen Gruppenbusse.
Die Busproduktion war mit teilweise 30.000 Einheiten/Jahr die größte Einnahmequelle des Herstellers. Das waren je Produktionsstraße 7500 Einheiten im Jahr.
Den ersten Versuch, sich auf dem Pkw-Markt zu etablieren, unternahm Martin Motors 2006 mit dem Kleinstwagen Noble. Aus rechtlichen Gründen benannte man diesen später in Bubble um. Im Jahr darauf folgte der Sports Utility Vehicle CEO, der nach Ansicht von BMW eine Kopie des BMW E53 sein soll. Der CEO ist das erste Modell der Marke, das europaweit vertrieben wurde.
Um auch in weiteren Gebieten Fuß zu fassen, machte Martin Motors 2009 eine Modelloffensive und führte die MM520-Serie ein. Diese sollte sich fest in der Kompaktklasse verankern. Als Kleinstwagen legte der Hersteller den Ideal 1000 auf und erhofft sich auch hier gute Chancen. Weiterhin brachte Martin Motors den Minivan Coolcar und den selbstentwickelten Pick-up Freedom Cab, um sich im Nutzfahrzeugsektor auszutesten.
Ebenso produzierte Martin Motors zehn verschiedene Motorradtypen mit Viertaktmotoren, die einen Hubraum von 50 bis 205 cm³ haben, und der Euro-II-Abgasnorm entsprachen.
In der Motorenherstellung schaffte es Martin Motors jährlich auf 80.000 Einheiten und belieferte eine Vielzahl an Motoren- und Automobilhersteller. 2012 fügte das Unternehmen dann den MM620 in sein Modellprogramm hinzu.
Das Unternehmen ging 2015 in Insolvenz und stellte den Betrieb ein.